# Yenisey Fossa
La Yenisey Fossa è una lunga depressione presente sulla superficie di Tritone, il principale satellite naturale di Nettuno; il suo nome deriva da quello di Yenisey, un fiume sacro secondo la mitologia siberiana.